# NGC 2187
NGC 2187 é uma galáxia espiral (Sa) localizada na direcção da constelação de Dorado. Possui uma declinação de -69° 34' 40" e uma ascensão recta de 6 horas, 03 minutos e 52,4 segundos.
A galáxia NGC 2187 foi descoberta em 1834 por John Herschel.